# Steff Gruber

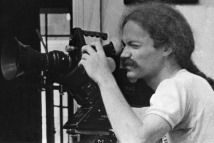
Steff Gruber

Steff Gruber (* 3. April 1953 in Zürich) ist ein Schweizer Filmemacher, Fotograf, Autor, Unternehmer und Telekommunikations- und Internetpionier.

## Leben
Steff Gruber wurde als Sohn des Malers Hannes Gruber und Annemarie Gruber-Vogelsanger geboren und wuchs in Oberrieden am Zürichsee auf. Damals war es sein grösster Wunsch Pilot und Erfinder zu werden.
Nachdem er schon mit acht Jahren seinen ersten Radio-Empfänger gebaut hatte, gelang es ihm als Fünfzehnjähriger, während des ersten bemannten Mondfluges, den Dialog zwischen den Astronauten und der Bodenstation abzuhören. Die begonnene Ausbildung zum Elektroniker brach er jedoch frühzeitig wieder ab, nachdem er sich entschlossen hatte Filmemacher zu werden.
Auf einen Beruf festgelegt hat Steff Gruber sich bis heute nicht, vielmehr vereint er verschiedene Berufsidentitäten, wie Künstler, Techniker und Unternehmer. Als Pilot machte er bis 2022 Rundflüge in den Schweizer Alpen und Taxi- oder Privatflüge innerhalb Europas.

## Film
Nach und während seiner Zeit am Gymnasium Juventus in Zürich besuchte Steff Gruber ab 1972 Filmvorlesungen und Filmkurse bei Martin Schlappner, Viktor Sidler, Georg Radanowicz und Sebastian C. Schröder an der Universität Zürich, der ETH Zürich und der F+F Schule für Gestaltung (Zürich). Während seines zweijährigen Studiums an der Schule für Gestaltung studierte er bei Doris Stauffer, Serge Stauffer, Hansjörg Mattmüller und Peter Jenny. Daneben arbeitete er als Werbefotograf und Filmemacher. In den 1970er Jahren war Steff Gruber einer der ersten Filmemacher, der sich mit dem Genre Dokudrama beschäftigte. Im Jahr 1974 studierte er ein Jahr Mass Media Philosophy an der University of Georgia, wo er auf den Maler und Filmemacher James Herbert traf. Die Freundschaft hat Gruber nachhaltig geprägt und beeinflusst sein Schaffen bis heute.
In Georgia drehte er 1976 auch seinen ersten Langfilm, das Dokudrama Moon in Taurus, das 1980 fertig gestellt wurde. Der Film beschäftigt sich thematisch mit Codes innerhalb von Zweierbeziehungen und der Frage, warum Beziehungen auseinandergehen. Die erste Fassung enthielt Gespräche mit Cindy Wilson The B-52s und Silver Thin von Andy Warhols The Factory, die aber in der Endfassung nicht mehr vorkamen. Besonders durch die ungewöhnliche formale Umsetzung des Films erregte dieser internationales Aufsehen. Durch die Auswahl aus 15 Stunden dokumentarischem Filmmaterial entstand ein Film, der Fiktion und Dokumentation auf neue Weise verknüpfte. Der Film wurde in den Wettbewerb der Mannheimer Filmtage ausgewählt.
Zurück in der Schweiz wurde Gruber für kurze Zeit Assistent des US-amerikanischen Malers Sam Francis (mit dem er an einer Filmarbeit über C.G. Jung arbeitete). Als Kameramann arbeitete er für die Künstlerin Isa Hesse-Rabinovitch und den Filmemacher Erich Langjahr.
Ebenfalls in den USA entstand 1982 auch Grubers zweiter Kinofilm Fetish & Dreams. Der in New York gedrehte Film ist die thematische, wie formale Fortführung des vorangegangenen Films. Auch in technischer Hinsicht beschritt Gruber mit Fetish & Dreams neue Wege. Durch ein selbst entwickeltes Verfahren wurde der elektronisch auf Video gedrehte Film anschließend auf 35mm kopiert und war damit der erste Videotransfer in Schweizer Kinos. Fetish & Dreams wurde 1985 beim Internationalen Filmfestival von Locarno im Wettbewerb uraufgeführt und gewann den Preis für die gestalterische Originalität im Umgang mit Dokumentar- und Spielfilmelementen. Der Film lief weltweit auf verschiedenen Filmfestivals. Während der Dreharbeiten hatte Steff Gruber über seinen Kameramann Rainer Klausmann den deutschen Filmemacher Werner Herzog kennen gelernt. Dieser lud ihn 1987 ein, die Dreharbeiten zu seinem Film Cobra Verde in Ghana zu begleiten. Hier entstand der Film Location Africa, der die letzte Zusammenarbeit zwischen Werner Herzog und Klaus Kinski dokumentiert.
Zwischen 1991 und 1995 arbeitete Steff Gruber an seinem nächsten Film, in dem er den erotischen Code in zwischenmenschlichen Beziehungen untersuchen wollte. Nachdem er schon über 120 Stunden Material zum Thema gedreht hatte, sah er sein Thema jedoch von der Medienlandschaft überholt und brach deshalb die Arbeit an dem Film ab. 2006 wurde Secret Moments doch noch fertig gestellt. Der Film, der allein aus dem Originalfilmmaterial entstand, ist auch eine Reflexion über das damalige filmische Vorhaben. Zwischen 2005 und 2011 realisierte Gruber mit Jürg Hassler als Kameramann den Dokumentarfilm Passion Despair in Moldawien. Der Film feierte 2011 beim Danziger DocFilm Festival Premiere.
Grubers neuster Film Fire Fire Desire spielt in Südostasien und erzählt die Geschichte einer Odyssee, die von Joseph Conrads Erzählung Herz der Finsternis (1899) inspiriert ist.
Als Autorenfilmer hat Steff Gruber an allen seinen Filmen mehrere Jahre gearbeitet. Nicht nur, weil er bis hin zum Filmplakat fast alle Aufgaben selbst übernahm, sondern weil er daneben auch noch andere Projekte verwirklichte.
Dazu unterrichtete Gruber an verschiedenen Schulen und Hochschulen, wie zum Beispiel von 1994 bis 1997 als Dozent für Film und elektronische Medien an der Hochschule Konstanz.

## Fotografie
Seit 1970 beschäftigt sich Gruber intensiv mit dem Thema Fotografie. Während seiner Zeit an der F+F Schule für Gestaltung arbeitete er nicht nur als Filmemacher, sondern auch als Pressefotograf für die Firma Keystone Press.
1977 forschte Gruber an neuen fotografischen Verfahren, die das Dia-Positiv mit dem Sofortbild fusionieren sollte. Er nannte dieses Diatypie.
Mit seinen Kunstprojekten SEXTOX.COM und webdesire.com untersuchte Gruber in den 1990er Jahren, meist mit sogenannten Bots, also voll automatisiert, das Internet auf Sexbilder, welche in veränderter Form dann Gegenstand seiner Kunstinstallationen wurden.
Aus seinem dokumentarischen Interesse heraus, begann Gruber Reportagen in verschiedenen Ländern zu fotografieren, bei denen menschliche Themen und humanistische Anliegen im Vordergrund stehen. Viele seiner Fotoserien entstehen über einen Zeitraum von mehreren Jahren, in dem er Orte und Menschen mehrfach besucht. Zu einer seiner Langzeit-Reportagen gehört unter anderem die Serie über die schwimmenden Dörfer auf dem Tonle Sap See in Kambodscha.
Als Verleger gründete Steff Gruber das unabhängige nicht-kommerzielle Magazin TOX, das sich in einem offenen Format als Plattform für Fotografie und anderen künstlerischen Disziplinen versteht. Die erste Ausgabe des Magazins widmete sich dem Schweizer Künstler und Filmemacher Jürg Hassler, mit dem Schwerpunkt auf das fotografische Werk, das hauptsächlich während seiner Zeit als Reportagefotograf in den 1960er Jahren in der Schweiz, Frankreich und Italien entstand.
Während der Corona-Pandemie-Krise gründete Gruber im April 2020 die Lumiere.Gallery, die durch digitale Fotoausstellungen Fotografen eine Plattform bieten möchte.

## Internet
Steff Gruber war ein Hacker der ersten Stunde. Der Internetpionier surfte schon durch den Cyberspace, als dieser noch aus Regierungs-, Militär und Universitätsrechner bestand. Mit seinem 1980 gegründeten Verein „Cultnet“, für gleichgesinnte Netzfreaks, rief er den allerersten Internet Service Provider der Schweiz (ISP) ins Leben. Der erste „Public Internet Dialup“ Cultnet.uucp (später cultnet.com und cult.net) war anfangs ein Gratisdienst für registrierte Benutzer. Mit dem Verein CULTNET e. V. Communication Society for Art & Science sollte beispielsweise ein Kommunikationsmedium für Filmschaffende in Form einer Kulturdatenbank etabliert werden. Der Erfolg des digitalen Angebots blieb damals aber aus. So war Gruber über zehn Jahre fast der einzige Nutzniesser seines Internetzugangs. Von den nachfolgenden Internetanbietern unterschied sich das Cultnet in seiner Finanzierung und Absicht. Es war nicht gewinnorientiert und zeitweise auf Sponsoren angewiesen.
1989 wurde die Firma NETLINK AG gegründet. Das benötigte Venture Kapital konnte jedoch nicht beschafft werden, weil niemand der potentiellen Geldgeber an die Vision eines weltumspannenden Internets glaubte.
1991 nutzten 180 Menschen das Cultnet, zum Gedanken- und Informationsaustausch.
Mit seiner Firma Pixxel.com schuf Steff Gruber ausserdem mithilfe der Gestaltung von Domains mit einprägsamen Namen so genannte Internet-Identities und bot auch Dienstleistungen an. So wurde beispielsweise 1995 mit web.ch die erste Schweizer Suchmaschine lanciert.
Geschaffen und verkauft hat Gruber Internet-Namen wie MICROMANIA.COM oder LOVEIT.COM. In die Medien kam er im Jahr 2000 aber mit dem Verkauf einer anderen Domain. Als der Software-Riese Microsoft seiner neuen Spielkonsole den Namen Xbox gab, war ihm nicht bewusst, dass der Internet-Name XBOX.COM bereits seit Jahren von Steff Gruber besetzt war.
Mit dem Verkauf von Internet-Domains hat Steff Gruber viele Projekte realisiert.
Grubers Beschäftigung mit dem Internet geht bis hin zu künstlerischen Projekten, wie die multimediale Installation webdesire.com/project02, die zum ersten Mal 2001 im Gelben Haus in Flims anlässlich der Ausstellung Die Schaukel. Eine Ausstellung zu Erotik gezeigt wurde.

## Hochfrequenztechnik
Seinem einstigen Jugendhobby als Funkamateur geht Steff Gruber heute wieder mit grosser Leidenschaft nach. Unter dem Rufzeichen HB9FXL betreibt er eine Kurzwellen-Radiostation, die ihm auch als Labor für Versuche und Experimente dient.
Mit Gleichgesinnten hat er den Verein WaveFactory gegründet. Die interdisziplinäre Vereinigung hat zum Ziel die Ionosphäre zu erforschen und neue Antennenformen zu entwickeln und dient als Schnittstelle zwischen High-Tech, Kunst und Wissenschaft. Expeditionen, wie 2016 nach Kambodscha, wo Gruber unter dem Rufzeichen XU7AKB ebenfalls einen Kurzwellentestsender betreibt, sind ein Zeichen dafür, dass Gruber rastlos nach neuen Erfahrungen und Erkenntnissen sucht.
Seit 2016 publiziert er auch in der Zeitschrift für Amateurfunk HBradio, wo er regelmässig in der Reihe „Newcomer“ schreibt.

## Unternehmen
Bereits 1973 gründete Steff Gruber seine erste Firma Steff Gruber Enterprises. Als Grafiker, Filmer und Techniker realisierte er in Personalunion seine ersten Autorenfilme, TV-Werbespots, Industriefilme und gestaltete Plakate und Inserate.
1976 gründete Gruber zusammen mit René Grossenbacher die ALIVE Productions GmbH, die heutige Kulturwerbefirma ALIVE Media AG. Die Firma, die er bis heute leitet, ist die führende Distributionsfirma für Kulturwerbung in Zürich. Seit 2004 ist die Firma ausserdem als Partnerfirma an der Innerschweizer Marktführerin Modul AG in Luzern beteiligt.
1995 erfolgte die Gründung des Buchhandlung EBS, Erotic Book Store in Zürich. Das Geschäft war die erste Erotikbuchhandlung in Europa, die alles Gedruckte, von Aufklärungsbüchern, Sachbüchern über Belletristik bis hin zu Bildbänden führte. Sie existierte zehn Jahre und erhielt eine grosse Resonanz in den Medien.
1998 eröffnete Gruber zusammen mit dem Auktionator Peter Simon die Galerie PAGE, Prints and Graphic Editions, ein Forum für Originalgrafik in Zürich.
Heute ist Steff Gruber Geschäftsleiter der ALIVE Media AG, der Filmproduktionsgesellschaft KINO.NET AG, dem Internetunternehmen media.ch AG, Verwaltungsrat der Kulturwerbefirma Modul AG und Präsident der WaveFactory.

## Ausstellungen Fotografie
- 2024: State of The World, Gruppenausstellung, Galerie 24b, Paris
- 2024: Chania International Photo Festival, Gruppenausstellung, Kreta
- 2024: Reportage Ausstellung, The Glasgow Gallery of Photography, Gruppenausstellung
- 2024: Displaced, Onlineausstellung, LUMIERE.GALLERY
- 2023: Chelsea International Photography Competition, Gruppenausstellung, Agora Gallery, New York City
- 2023: Porträts auf Augenhöhe, Gruppenausstellung, HOCH3, Zürich Witikon
- 2023: photoSchweiz, Zürich
- 2022: Werkschau Bern, Gruppenausstellung, Bern
- 2022: 11th Annual International Photography Competition, Gruppenausstellung, Florida Museum of Photographic Arts, Tampa, USA
- 2022: HOCH3, Zürich Witikon
- 2022: photoSchweiz, Zürich
- 2022: FOTO WIEN, Café Prückel, Wien
- 2021: photoSchweiz, Zürich
- 2021: PORTRAITS – Hellerau Photography Awards, Finalistenausstellung in den Technischen Sammlungen Dresden
- 2020: New Talents, Gruppenausstellung, PEP – Photographic Exploration Project, B-Part Berlin
- 2020: The International Street Photography Exhibition, Gruppenausstellung, Glasgow Gallery of Photography, Glasgow
- 2020/21: Cambodian Stills, Onlineausstellung, LUMIERE.GALLERY
- 2020: Living on Water, Onlineausstellung, LUMIERE.GALLERY
- 2002: SEXTOX #1 Museum Baviera, Zürich (Lamda-Prints)
- 2002: SEXTOX #1 Kunst 2002 Zürich, 8. Internationale Messe für Gegenwartskunst
- 1977: Zürcher Künstler in den Züspa-Hallen (Polaroids)
- 1972: Zürcher Künstler in den Züspa-Hallen (Fotos)

## Auszeichnungen Fotografie
- 2025: Bronze bei den FotoSlovo Awards
- 2025: Nomination bei den Fine Arts Photography Awards (FAPA)
- 2025: Gold bei den Muse Photography Awards
- 2024: Lobende Erwähnung bei den Annual Photo Awards
- 2024: Bronze beim Prix de la Photographie Paris (PX3)
- 2024. Nominierung für den People’s Vote Award in der Kategorie Porträt
- 2024: Lobende Erwähnung bei den ND Awards
- 2024: Lobende Erwähnung bei den International Photography Awards (ipa)
- 2024: Platin bei den European Photography Awards
- 2024: Bronze beim Prix de la Photographie de Paris
- 2024: Lobende Erwähnung bei den MonoVisions Awards
- 2024: 3. Platz und lobende Erwähnung bei den Best Photography Awards (BPA)
- 2024: Nomination bei den Fine Art Photography Awards (FAPA)
- 2024: Platin und Gold Gewinner bei den Muse Awards
- 2023: Lobende Erwähnung bei den Annual Photography Awards
- 2023: Gold und Silber Gewinner in der Kategorie Schwarz-Weiss Fotografie bei den New York Photography Awards
- 2023: Lobende Erwähnung beim Black & White Photo Contest
- 2023: Nomination beim World Photo Annual 2023 bei den refocus Awards
- 2023: 3. Platz bei den ND Awards in der Kategorie Photo Essay / Story
- 2023: Lobende Erwähnung bei den International Photo Awards (IPA)
- 2023: Bronze beim Prix de la Photographie de Paris
- 2023: Nomination für den People’s Vote Award bei den reFocus Awards
- 2023: Lobende Erwähnung bei den Monovisions Black & White Photography Awards
- 2023: Lobende Erwähnung beim Esperanza Pertusa International Photography Award
- 2023: Gewinner der Online jurierten Einzelausstellung für den Monat Juni des Onlinemagazins All About Photo
- 2023: Gold und Silber Auszeichnung bei den Muse Photography Awards
- 2022: Lobende Erwähnung bei den Annual Photography Awards (APA)
- 2022: Nomination für den People’s Vote Award beim Black & White Photo Contest von reFocus Awards
- 2022: Bronze bei den Tokyo International Foto Awards (TIFA)
- 2022: Lobende Erwähnung bei den Budapest International Foto Awards (bifa) in der Kategorie Editorial / Press Photo Essay
- 2022: Lobende Erwähnung bei den International Photography Awards (IPA) in der Kategorie Editorial / Press Photo Essay / Feature Story
- 2022: Shortlist beim PX3 "State of the World" Fotowettbewerb
- 2022: Bronze beim PX3 Prix de la Photographie Paris in der Kategorie Presse / Feature Story
- 2022: Lobende Erwähnungen bei den Monovisions Photography Awards
- 2022: Auf der Shortlist der Global Photo Awards (GPA) in der Kategorie People
- 2022: Auf der Shortlist des Helsinki Photo Festival
- 2022: Nomination bei den Fine Art Photography Awards (FAPA) in der Kategorie Fotojournalismus
- 2022: Ausgewählt für die Teilnahme an der 4. jährlichen Chelsea International Photography Competition collective exhibition in der Agora Gallery, New York City
- 2022: Silber Gewinner bei den Muse Photography Awards in den Kategorien Black & White – Fotojournalismus und Editorial Photography – Documentary
- 2022: Lobende Erwähnung bei den Annual Photography Awards in der Kategorie Fotojournalismus
- 2021: Silber Gewinner bei den Tokyo International Foto Awards (Tifa) in der Kategorie People - Culture
- 2021: Gold Gewinner bei den New York Photography Awards in der Kategorie Black & White - Religion
- 2021: Lobende Erwähnung bei den Budapest International Foto Awards (Bifa) in der Kategorie Menschen – Kultur
- 2021: Lobende Erwähnung bei den ND Awards in der Kategorie Editorial / Documentary
- 2021: Lobende Erwähnung beim PX3 Prix de la Photographie Paris in der Kategorie Portrait / Kultur
- 2021: Gold Gewinner bei den Muse Photography Awards in der Kategorie Black & White – Fotojournalismus
- 2021: Shortlist beim Vienna International Photo Award in der Kategorie Black & White
- 2021: Nominationen bei den Fine Art Photography Awards (FAPA) in der Kategorie Fotojournalismus
- 2021: Nominierungen für das Finale beim PHOTO IS LIGHT World Photography Contest
- 2021: Lobende Erwähnung bei den Tokyo International Foto Awards in der Kategorie Editorial-Photo Essay
- 2020: Lobende Erwähnung bei den Monochrome Awards in der Kategorie Professioneller Fotojournalismus
- 2020: Lobende Erwähnung bei den Chromatic Awards in der Kategorie Fotojournalismus
- 2020: Lobende Erwähnung bei den Budapest International Foto Awards (Bifa)
- 2020: Gewinner beim Photography Festival Luminous Frames in den Kategorien Schwarz-weiss und Landschaften
- 2020: Lobende Erwähnungen bei den Monovisions Photography Awards
- 2020: Fünf Nominationen bei den Fine Art Photography Awards (FAPA) in den Kategorien Fotojournalismus

## Filmografie
- 1972: Portrait (Kurzfilm, 16 mm, s/w, 12 Min.)
- 1973: Tourist Information (Kurzfilm, 16 mm, s/w, 14 Min.)
- 1980: Moon in Taurus (Kinofilm, 35 mm, Farbe, 97 Min.)
- 1984: Wo Männer zu erscheinen haben (1-Zoll-Video, 4 Min.)[14]
- 1985: Fetish & Dreams (Kinofilm, 35 mm, Farbe, 82 Min.)
- 1987: Location Africa (Dokumentarfilm, 16 mm, Farbe, 65 Min.)
- 2006: Secret Moments (Dokudrama, DigiBeta, Farbe & s/w, 82 Min.)
- 2011: Passion Despair (Kinodokumentarfilm, DigiBeta, Farbe & s/w, 95 Min.)
- 2017: Fire Fire Desire (Kinofilm, DCP, Farbe & s/w, 125 Min.)

## Auszeichnungen Film
- 1980: Qualitätsprämie für Moon in Taurus
- 1985: Qualitätsprämie für Fetish & Dreams
- 1985: „Mention spéciale“ beim Internationalen Filmfestival von Locarno für Fetish & Dreams

## Publikationen
- Alt und Jung in Asien, Schriftenreihe, Text: Urs Schoettli, Stiftung Vontobel 2021
- Steff Gruber (Hrsg.): TOX. Jürg Hassler, media.ch, Zürich 2013. ISBN 978-3-9523784-0-3.
- Steff Gruber: Location Africa: Gespräche mit Werner Herzog von Steff Gruber. In: Werner Herzog Cobra Verde – Filmbuch, herausgegeben von Edition Stemmle, Schaffhausen 1987, S. 113–137, ISBN 3-7231-0375-8.
- Steff Gruber: Who ist Steff Gruber HE9GRQ (Mai 1967)?. In: HBradio. Swiss Radio Amateurs, 6/2015, S. 51–55. ISSN 1662-369X
- Steff Gruber: Newcomer I. In: HBradio. Swiss Radio Amateurs, 2/2016, S. 51–55. ISSN 1662-369X
- Steff Gruber: Newcomer II. In: HBradio. Swiss Radio Amateurs, 3/2016, S. 49–51. ISSN 1662-369X
- Steff Gruber: Newcomer III: Propagation – eine Einführung, in: HB radio. Swiss Radio Amateurs, 6/2016, S. 43–49. ISSN 1662-369X